# Ярниці
Ярниці (пол. Jarnice) — село в Польщі, у гміні Лів Венґровського повіту Мазовецького воєводства.
Населення — 593 особи (2011).
У 1975-1998 роках село належало до Седлецького воєводства.

## Демографія
Демографічна структура станом на 31 березня 2011 року:
|          | Загалом | Допрацездатний вік | Працездатний вік | Постпрацездатний вік |
| -------- | ------- | ------------------ | ---------------- | -------------------- |
| Чоловіки | 306     | 75                 | 195              | 36                   |
| Жінки    | 287     | 46                 | 159              | 82                   |
| Разом    | 593     | 121                | 354              | 118                  |